# 敔
敔（ぎょ）は、中国の雅楽および朝鮮の雅楽（儒教音楽）において、演奏の最後に用いられる木製打楽器。

## 概要
古代中国における八音では、柷（しゅく、漢王朝時代以降は奏楽開始の合図として使用）や拍板（はくばん）などと同様に、「木」に区分される。
虎をモチーフにした形状で、その背の部分には「鉏鋙」（そご）という27の鋸状の刻みがある。「木櫟」（もくれき）／「籈」（しん）などと呼ぶ竹のささらで頭を3度軽く叩いてから背を3回なで下ろすことで、奏楽終了の合図として用いられたという。なお、敔という漢字は、差し止めるという意味を持つという。
中国では周代から存在し、朝鮮には高麗王朝時代の1117年（睿宗12年）に宋から伝来したという説がある。
現在でも、文廟と宗廟の祭礼楽では使用されるという。

## ギャラリー

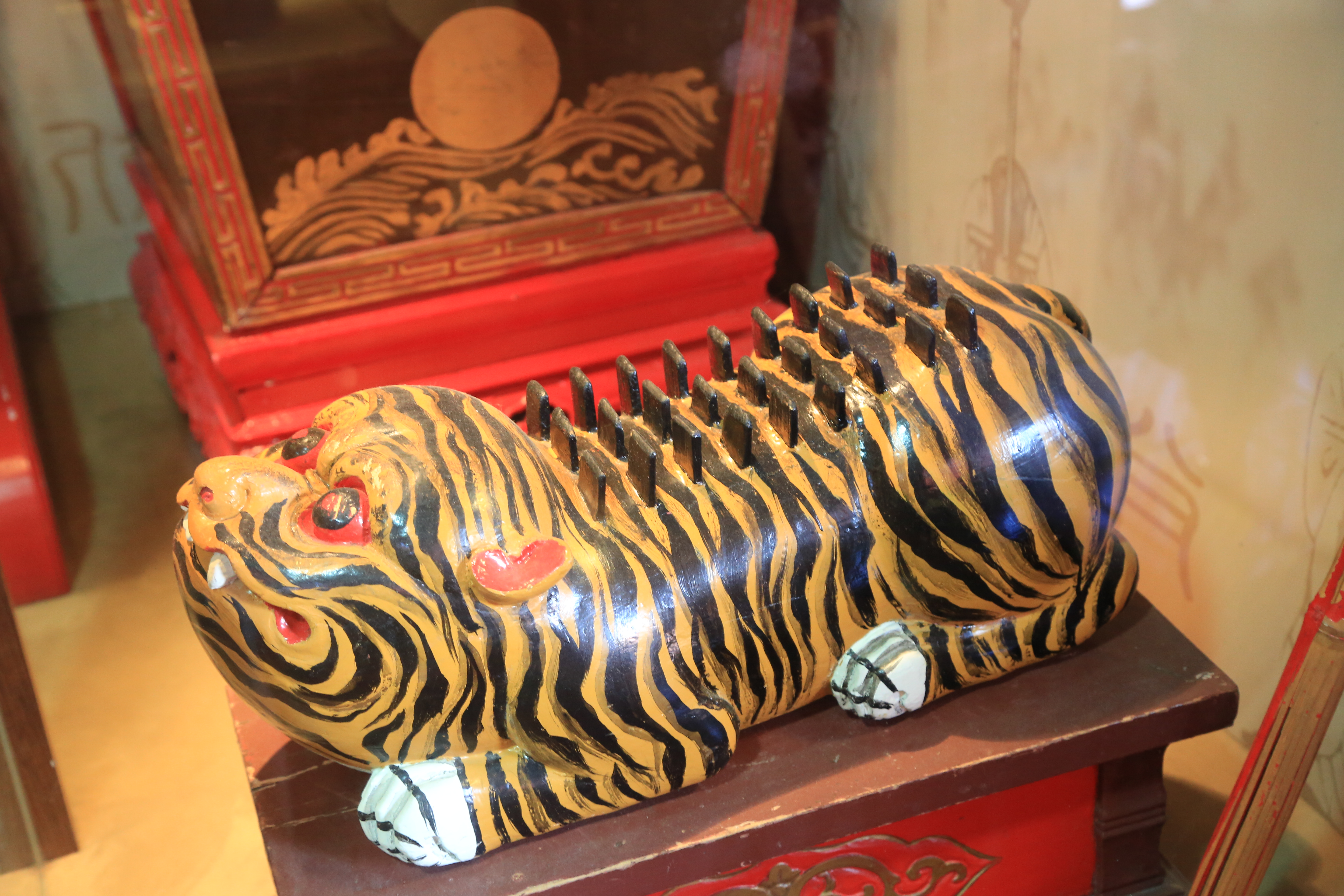
台湾、台南孔子廟の敔
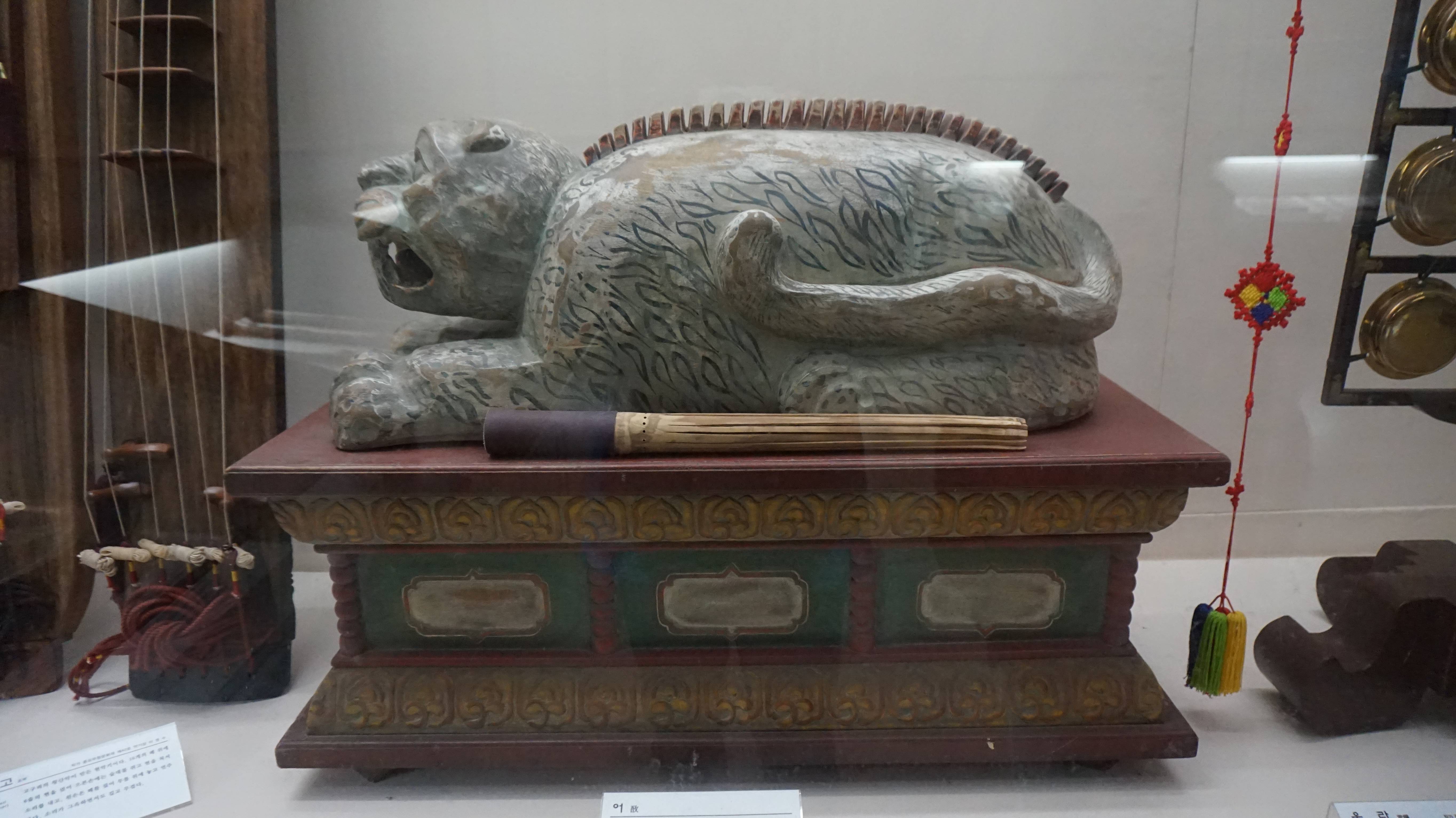
韓国の敔
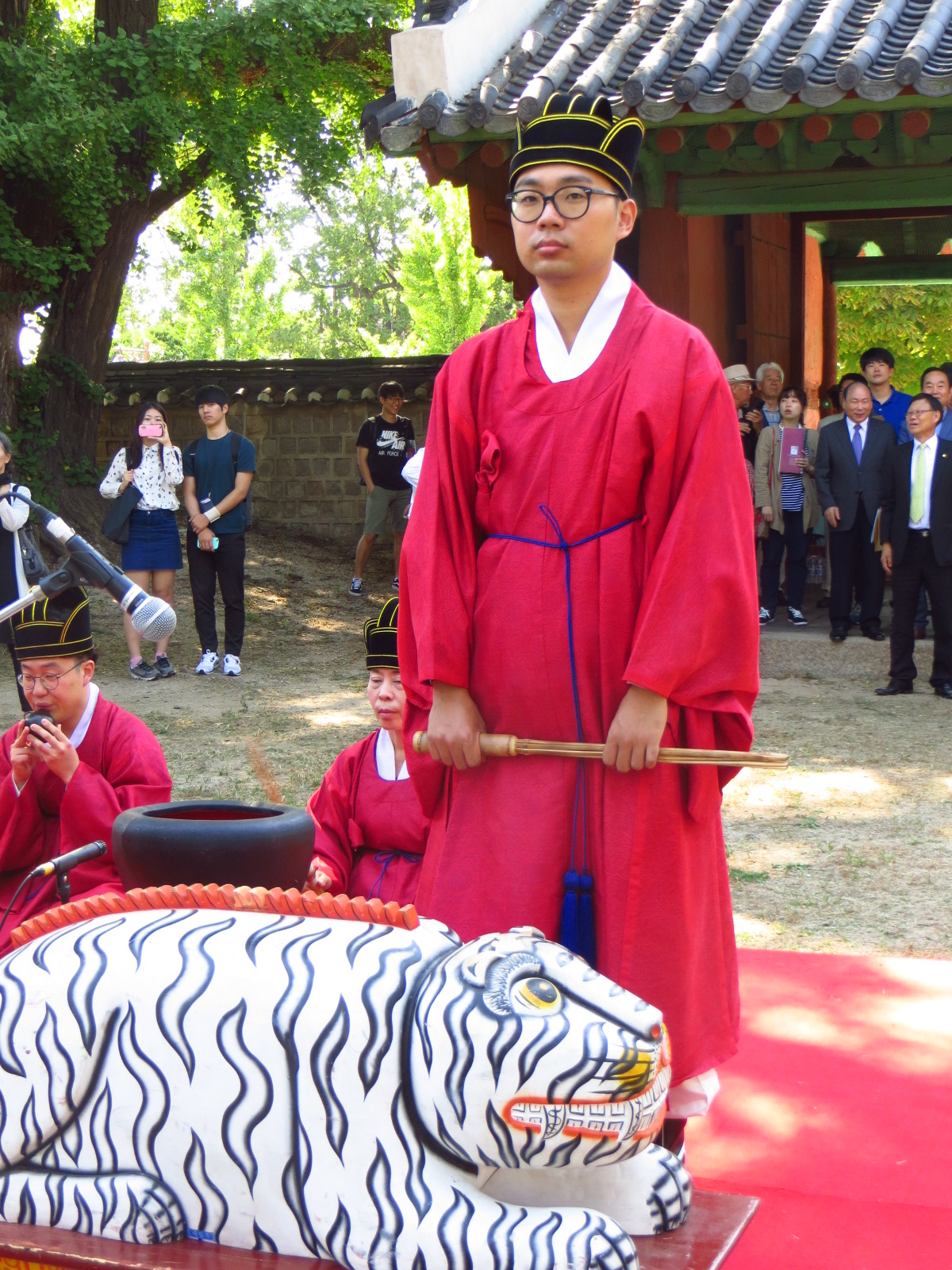
韓国の釈奠大祭で使われる敔